# Старая Семеновка
Старая Семеновка (укр. Стара Семенівка) — село в Изюмском районе Харьковской области Украины (Мечебиловский сельский совет). До 19 июля 2020 года входило в состав Барвенковского района.
Код КОАТУУ — 6320484002. Население по переписи 2001 г. составляет 147 (69/78 м/ж) человек.

## Географическое положение
Село Старая Семеновка находится на левом берегу канала Днепр — Донбасс в том месте, где для него используется русло реки Бритай, есть мост.
На противоположном берегу находится село Новая Николаевка.

## Достопримечательности
- Братская могила советских воинов.